# پورت ریپابلیک (نیوجرسی)
پورت ریپابلیک (به انگلیسی: Port Republic) شهری در ایالت نیوجرسی کشور ایالات متحده آمریکا است که جمعیت آن در سرشماری سال ۲۰۱۰ میلادی، ۱٬۱۱۵ نفر بوده‌است.